# فرد واه
فرد واه (بالإنجليزية: Fred Wah)‏ (23 يناير 1939، ساسكاتشوان في كندا)؛ شاعر، كاتب وروائي كندي.

## روابط خارجية
- فرد واه على موقع الموسوعة البريطانية (الإنجليزية)